# Wiktor Iwanowitsch Kassatkin
Wiktor Iwanowitsch Kassatkin (russisch Виктор Иванович Касаткин, wiss. Transliteration Viktor Ivanovič Kasatkin; geb. 1831; gest. 1867 in Genf) war ein russischer Revolutionär und Schriftsteller.

## Leben
Wiktor Kassatkin wurde 1831 geboren. In den Jahren 1858–1862 war er Mitarbeiter und Mitherausgeber der Zeitschrift Bibliografitscheskije sapiski (Bibliografische Notizen), während er sich in Moskau an illegalen revolutionären Gruppen beteiligte, darunter Land und Wille (bzw. Land und Freiheit; russisch Semlja i wolja). Ab 1859 war er Korrespondent für Herzens Almanach Poljarnaja swesda (Polarstern) und seiner in London ansässigen Freien Russischen Presse (Free Russian Press), die viele in Russland verbotene russische Werke veröffentlichte. Daraufhin verließ er 1862 Russland, wurde dort wegen revolutionärer Aktivitäten angeklagt und während des Prozesses der 32 (1862–1865) in Abwesenheit vor Gericht gestellt. Am 10. Dezember 1864 entzog ihm der Senat sein gesamtes Vermögen und verurteilte ihn zur ewigen Verbannung aus Russland. In der Schweiz leitete Kassatkin die Presse der Gesellschaft Semlja i wolja mit und organisierte den Transport von illegalen revolutionären Publikationen nach Russland. Er starb unerwartet in Genf Ende Dezember 1867.
Er veröffentlichte eine Ausgabe von Giles Fletchers (1546–1611) Buch Of the Rvsse Common Wealth: Of the Russian State, or the Manner of Government of the Russian Emperor, die in seinem Todesjahr in russischer Sprache erschien (O gosudarstve russkom, ili Obraz pravleniia russkago tsaria (obyknovenno nazyvaemago tsarem moskovskim). S opisaniiem nravov i obychaev zhitelei etoi strany [Über den russischen Staat oder das Bild der Herrschaft des russischen Zaren (üblicherweise Zar von Moskau genannt). Mit einer Beschreibung der Sitten und Gebräuche der Bewohner dieses Landes]; Zheneva, 1867).